# Hall PH
Холл ПиЭйч (англ. Hall PH) — летающая лодка, патрульный и спасательный самолёт, двухмоторный цельнометаллический биплан. Разработан в КБ «Холл-Алюминиум эйркрафт корпорейшн». Являлся развитием конструкции лодки NAF PN-11, от которой практически целиком взяли крылья и фюзеляж.

## История создания
Выдача заказа стала следствием политики ВМС США, желавших получить стандартизированные патрульные летающие лодки на базе единого проекта, но производства различных фирм, поскольку флотское предприятие «Нэйвел Эйркрафт Фэктори» (NAF), обладавшее скромными производственными возможностями, было не в состоянии удовлетворить потребности морской авиации в полном объёме.
Прототип ХРН-1 вышел на испытания в декабре 1929 года. В июне 1930 года фирма получила заказ на 9 серийных машин, поставки которых начались в конце 1931 года. Однако новых заказов от флота не последовало. Следом за авиацией ВМС самолетом заинтересовалась Береговая Охрана. В 1936 году полоса её ответственности была расширена с 644 до 1210 км от берега, что потребовало приобретения гидропланов с большим радиусом действия. Однако внедрявшийся в то время в производство гидросамолёт «Консолидейтед» PBY был признан слишком дорогим для Береговой охраны, и в итоге решили купить дополнительную партию модернизированных летающих лодок «Холл».

## Эксплуатация

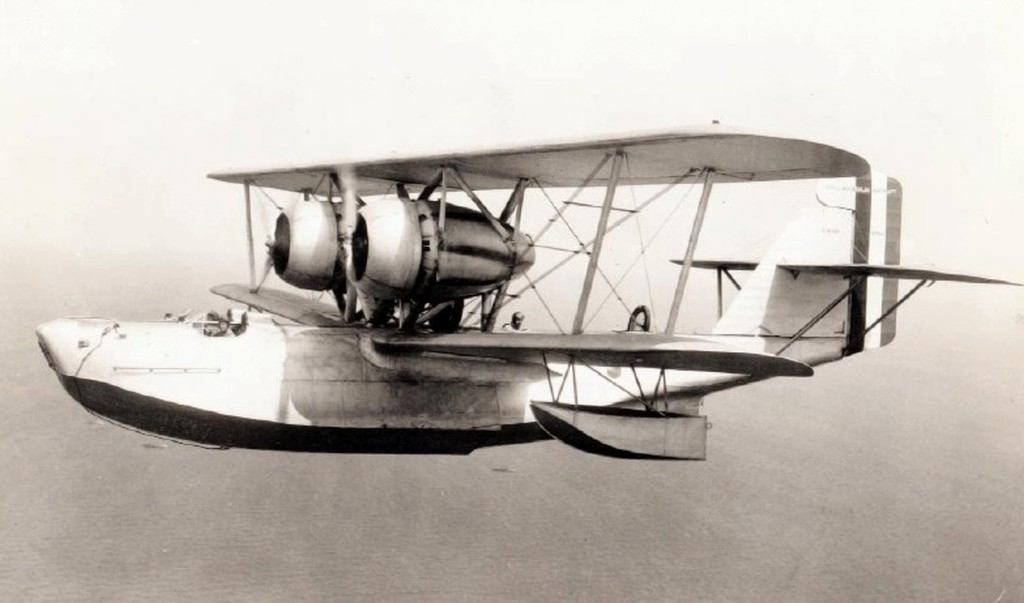
Опытный образец XPH-1

Самолёты РН-1 поступили на вооружение дислоцировавшейся на Гавайских островах эскадрильи VP-8, но в 1937 году они уже были сняты с эксплуатации и заменены «Каталинами». В авиации Береговой охраны гидропланы РН-2 и РН-3 поступили на авиастанции восточного и западного побережий США. В начале 1942 года их передали под оперативный контроль ВМС. Летающие лодки «Холл» получили вооружение и начали осуществлять систематические патрульные полёты с целью поиска подводных лодок противника. Также их привлекали для участия в поисково-спасательных операциях — объёмистый фюзеляж РН-2/РН-3 позволял поместить до 20 пострадавших. К январю 1943 года в строю оставалось 9 самолетов, но в течение последующего года они были заменены более современными машинами. Последний РН-3 был снят с вооружения в марте 1944 года.

## Модификации
- РН-1 — разведчик с моторами R-1820-86, открытой кабиной экипажа, вооружение 4x7,62.
- РН-2 — спасательный самолёт для Береговой охраны с моторами R-1820-F51, закрытыми кабинами, без вооружения.
- РН-3 — самолёт ПЛО, ближний разведчик и спасательный самолёт для Береговой охраны, двигатели R-1820-F51 в удлинённых капотах, вооружение 4x7,62, бомбы до 454 кг.

## Тактико-технические характеристики
Приведены данные модификации РН-3
Источник данных: Андрей Харук. Все гидросамолеты Второй Мировой. Иллюстрированная цветная энциклопедия. Москва: «Эксмо», 2013. — 328 с.

Технические характеристики
- Экипаж: 6 человек
- Длина: 15,55 м
- Размах крыла: 21,21 м
- Высота: 5,95 м
- Площадь крыла: 108,83 м²
- Масса пустого: 4 210 кг
- Нормальная взлётная масса: 7 470 кг
- Силовая установка: 2 × радиальный Райт R-1820-F51
- Мощность двигателей: 2 × 875

Лётные характеристики
- Максимальная скорость: 250 км/ч
- Крейсерская скорость: 220 км/ч
- Практическая дальность: 3300 км
- Практический потолок: 6 400 м

Вооружение
- Стрелково-пушечное: 4x7,62-мм пулемета «Льюис» на носовой и верхней турелях
- Боевая нагрузка: бомбы до 454 кг